# Fra Diavolo (film, 1950)
Pour les articles homonymes, voir Fra Diavolo (homonymie).
Pour plus de détails, voir Fiche technique et Distribution.
Fra Diavolo (Donne e briganti) est un melodramma strappalacrime franco-italien réalisé par Mario Soldati et sorti en 1950. 
Le film est inspiré par l'histoire du légendaire guérillero Fra Diavolo, qui a mené un important soulèvement contre les forces françaises à Naples pendant les guerres napoléoniennes. Ce film succède à plusieurs adaptations de la même histoire, la dernière étant celle de Luigi Zampa en 1942.

## Synopsis
La fin du XVIIIe siècle en Italie. Sur son lit de mort, le signor Luciani avoue à son fils Peppino que sa sœur Marietta est en fait la fille illégitime de Ferdinand IV de Bourbon, lui suggérant de l'épouser pour ne pas redevenir aussi pauvre qu'il l'était avant que le ciel (en la personne du puissant ministre de Sa Majesté, le cardinal Ruffo) ne lui donne cette créature.
Mais le cœur de Marietta appartient déjà à Michele Pezza, un braconnier, qui l'aime et veut l'épouser. Peppino le déteste depuis leur enfance, mais la personnalité ensoleillée et joviale de Michele Pezza est incapable de voir la rancœur qui couve chez son ami. Après un incident banal, qui coûte la vie à un garde du roi, Michele s'échappe et se réfugie dans les montagnes, en tant que brigand. L'arrivée des troupes de Napoléon, dirigées par le général Hugo, lui donne l'occasion de se racheter, à la tête d'une armée hétéroclite qui parvient à tenir tête aux Français pendant que les troupes régulières s'enfuient. Le roi, reconnaissant, lui offre une écharpe brodée et il s'enfuit en Sicile.
Peppino rejoint la bande, tandis que Marietta se réfugie dans un couvent. Lorsque les Français arrivent, Michele Pezza, désormais connu de tous sous le nom de Fra Diavolo, découvre que Marietta a été capturée avec les religieuses et court la libérer. Dans un acte de stupidité héroïque, il pénètre dans le quartier général de Hugo et se bat en duel avec lui. Réalisant que l'ennemi risquait sa vie pour une femme, le général lui témoigne son admiration et lui avoue qu'il a déjà libéré la jeune fille et toutes les religieuses. Les deux hommes se séparent sur une poignée de main, tandis que des renforts français arrivent de l'extérieur. Peppino, qui suit la scène de l'extérieur, après avoir laissé un soldat français s'échapper exprès pour qu'il puisse appeler des renforts, rompt le délai et frappe Michele d'un coup de pistolet par derrière. 
La guérilla s'interrompt, Michel disparaît dans la nature (sauvé pour la deuxième fois par la belle Nora), Marietta se réfugie en Sicile, où est arrivé entre-temps Peppino, qui a même le courage de se faire passer pour Fra Diavolo et de se présenter à la foule en pâmoison comme le chef charismatique. Le roi, qui n'est pas au courant, lui accorde le titre de duc. Entre-temps, le général Hugo arrive au palais avec un traité de paix, dont l'une des conditions est la remise de Fra Diavolo pour qu'il soit jugé par un tribunal français. Le véritable Fra Diavolo se faufile lui aussi dans le palais par un subterfuge et fait irruption dans la salle. Hugo, qui l'a immédiatement reconnu ainsi que son traître d'ami, n'hésite pas à reconnaître ce dernier comme le « véritable » Fra Diavolo, à l'arrêter et à l'emmener, tandis que Michael Pezza, désormais dépouillé de son surnom, est reconfirmé par le roi comme duc de Cassano, et épouse Marietta avec la bénédiction de Sa Majesté.

## Fiche technique
- Titre français : Fra Diavolo ou Femmes et Brigands[1]
- Titre original italien  : Donne e briganti[2]
- Réalisateur : Mario Soldati
- Scénario : Pierre Lestringuez, Nicola Manzari, Vittorio Nino Novarese, Mario Soldati
- Photographie : Mario Montuori
- Montage : Mario Serandrei
- Musique : Nino Rota, orchestré par Franco Ferrara
- Décors : Ottavio Scotti (it)
- Costumes : Vittorio Nino Novarese, Michele Contessa
- Maquillage : Amato Garbini (it)
- Production : Riccardo Gualino, Valentino Brosio (it), Pierre Gurgo-Salice
- Société de production : Lux Film, Compagnie française cinématographique Lux
- Pays de production :  Italie
- Langue originale : italien
- Format : Noir et blanc
- Durée : 85 minutes
- Genre : Melodramma strappalacrime
- Dates de sortie :
  - Italie : 3 novembre 1950
  - France : 21 avril 1952

## Distribution
- Amedeo Nazzari : Michele Pezza
- Maria Mauban : Marietta
- Jean Chevrier : Général Hugo
- Paolo Stoppa : Peppino Luciani
- Jacqueline Pierreux : Nora
- Nando Bruno : l'hôtelier Beato
- Guido Celano : Sergent Bourbon
- Ada Dondini : mère supérieure
- Giuseppe Porelli : Roi Ferdinand
- Enrico Viarisio : cardinal Ruffo
- Virgilio Riento : frère Marco
- Nino Vingelli : Ciccillo
- Enrico Luzi (it) : sentinelle
- Rina Franchetti : sœur Emilia
- Augusto Di Giovanni (it) : garde du palais royal

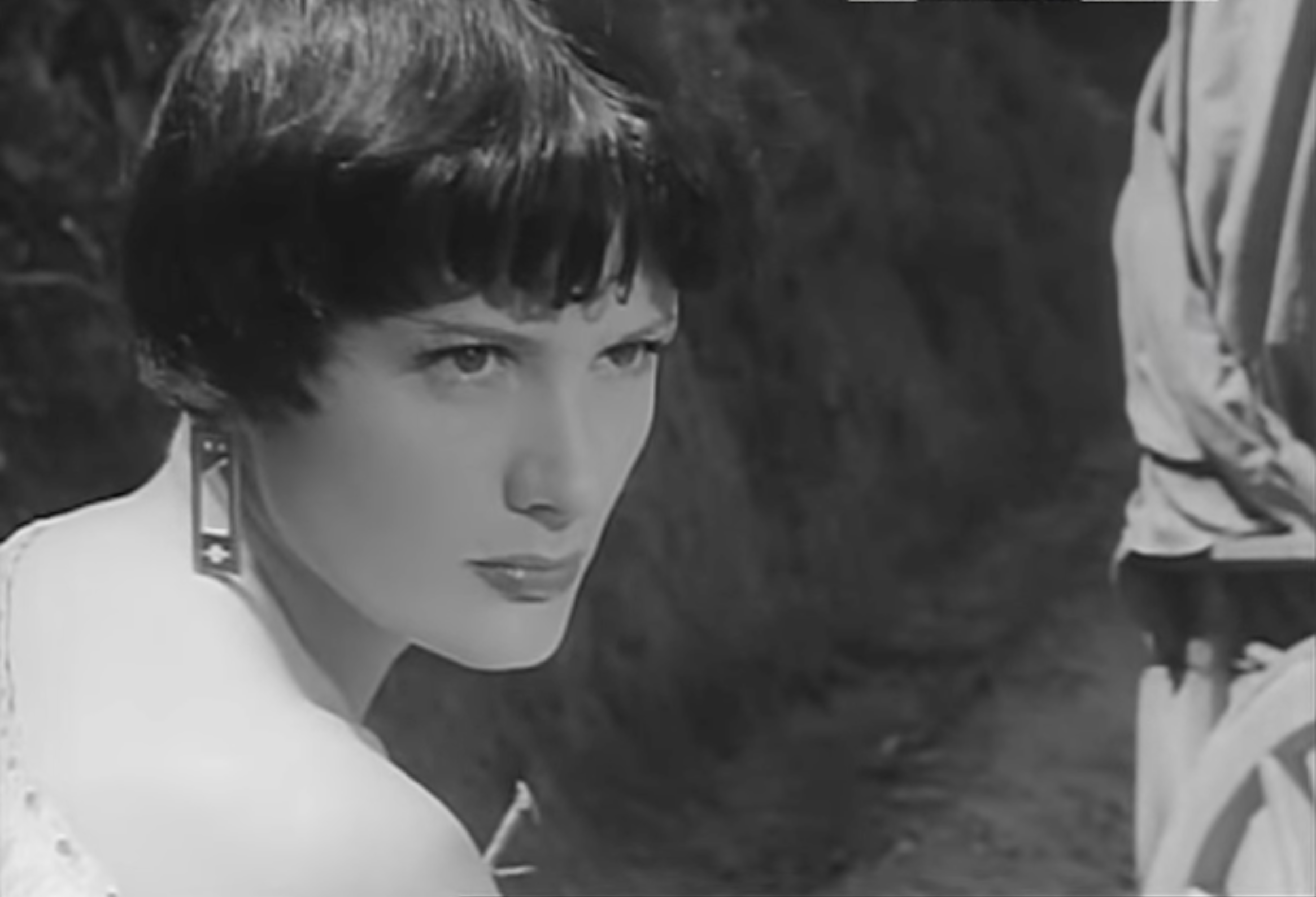
Jacqueline Pierreux dans une scène du film.

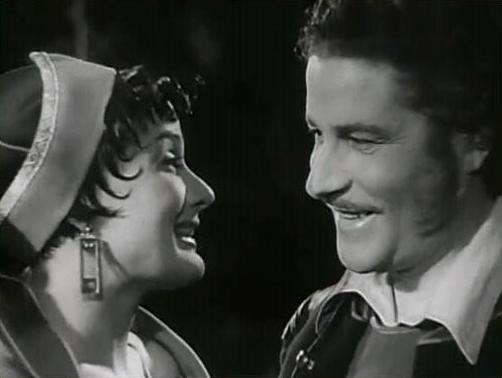
Jacqueline Pierreux et Amedeo Nazzari dans une scène du film.

- Felice Minotti : quartier-maître Dupont

## Autour du film
- Le film a été réalisé dans les studios Farnesina à Rome et les prises de vue ont eu lieu au palais royal de Caserte.
- Le film a enregistré 2 145 833 entrées, rapportant environ 206 millions de lires au box-office Italie 1950[3].